# Mount Cara
Mount Cara ist ein 3145 m hoher Berg in der antarktischen Ross Dependency. In der Queen Elizabeth Range im Transantarktischen Gebirge ragt er etwa 6,5 km nordnordwestlich des Mount Lysaght auf. 
Entdeckt wurde er durch Teilnehmer der Nimrod-Expedition (1907–1909) unter dem britischen Polarforscher Ernest Shackleton. Der Name des Berges ist vermutlich abgeleitet vom irischen „Mo Anam Cara“ für „Mein Seelenfreund“.